# Fritz Groh

Porträtrelief Fritz Groh auf dem Leipziger Südfriedhof;
1949; Bildhauer: Wilhelm Andreas

August Fritz Groh (geboren 24. Juni 1878 in Plauen; gestorben 19. Dezember 1949 in Leipzig) war ein deutscher Pädagoge, Sportlehrer, Schulleiter sowie Publizist. Er gilt als einer der Turnpioniere in Deutschland.

## Leben
Fritz Groh studierte in Dresden und Leipzig.

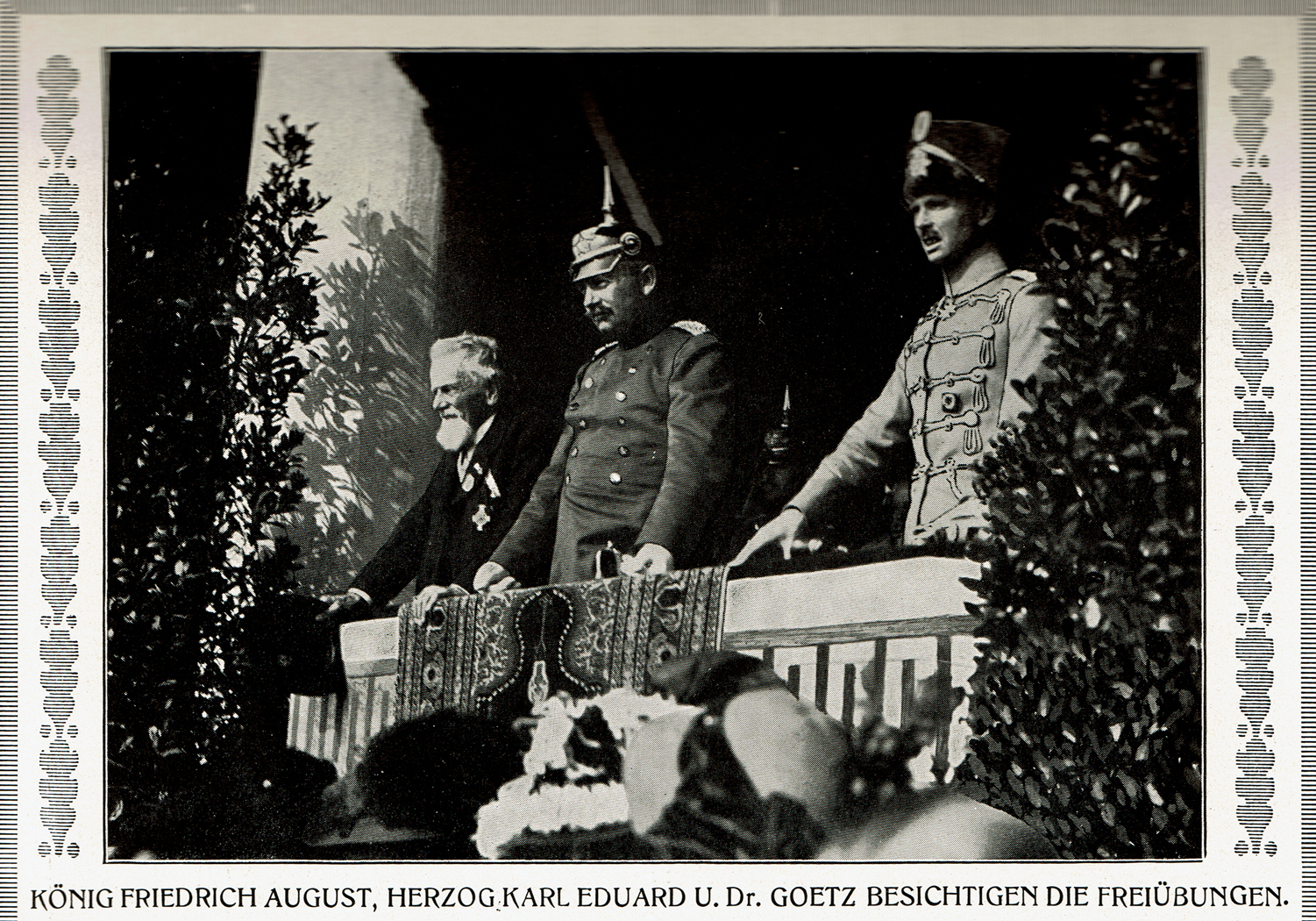
12. Deutsches Turnfest 1913 in Leipzig: König Friedrich August, Herzog Karl Eduard und Ferdinand Goetz auf der Tribüne

In den letzten Friedensjahren des Deutschen Kaiserreichs unterrichtete er von 1908 bis 1914 an der Universität Leipzig mit leicht wechselnden Bezeichnungen als Seminaroberlehrer und Oberturnlehrer. In seinem „staatlichen Turnlehrer-Kursus“ erhielten Studierende unter anderem Unterricht „in allen Übungsarten des deutschen Turnens“, in Geschichte und Literatur, zur Systematik und Methodik des Turnens und absolvierten Lehrübungen und Gerätekunde. Die Prüfungen wurden teils an der Turnlehrerbildungs-Anstalt in Dresden abgenommen.

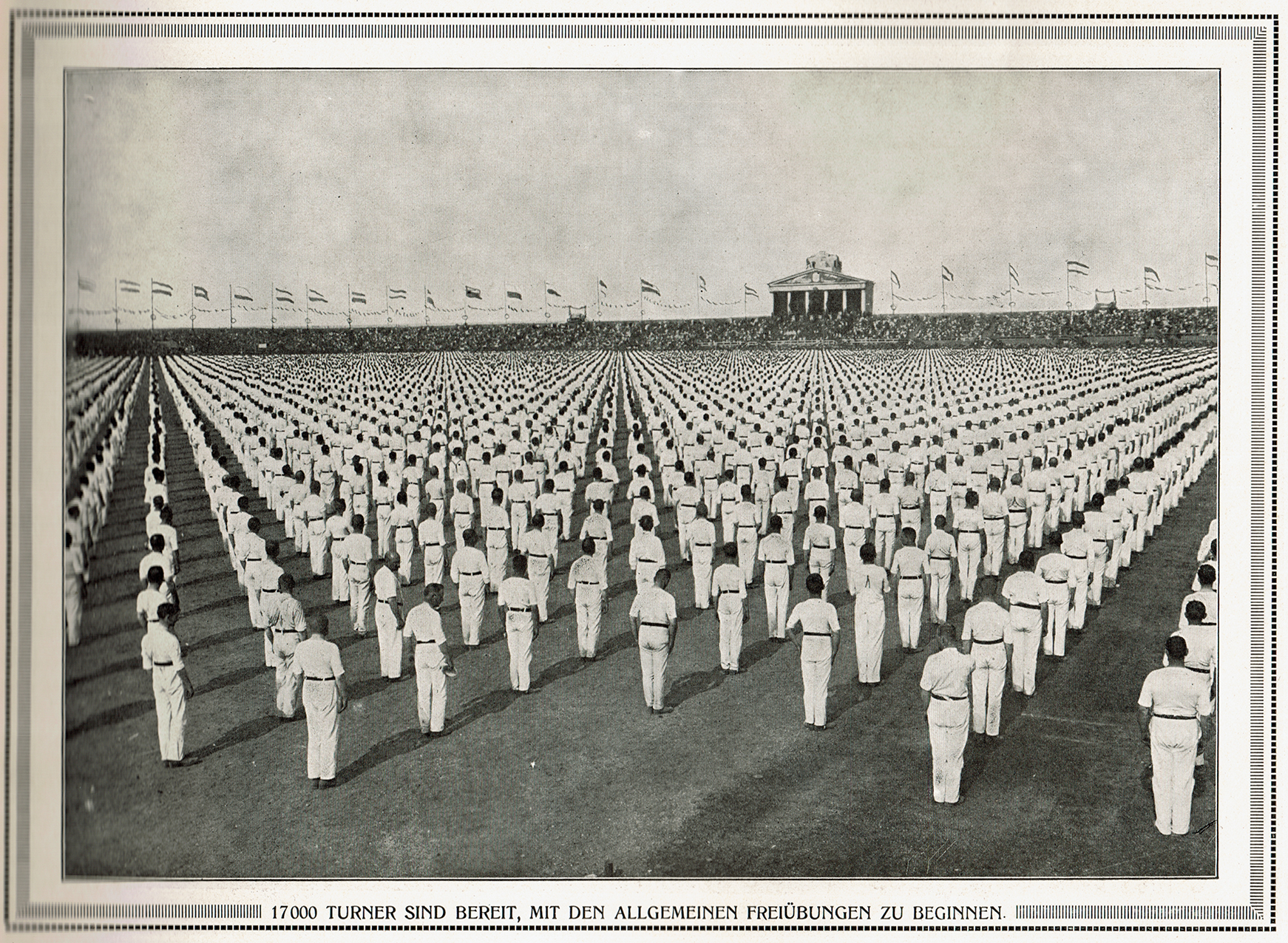
Leipzig 1913: „17000 Turner sind bereit, mit den allgemeinen Freiübungen zu beginnen“

Groh, der zeitweilig als Direktor des Turnpflegewesens in Leipzig fungierte, gab 1913 im Auftrag Presseausschusses der Stadt den Bildband zu dem vom 12. bis 16. Juli 1913 in Leipzig veranstalteten 12. Deutschen Turnfest heraus.
Mitten im Ersten Weltkrieg gründete Groh 1917 in Leipzig „eine Musterschule für Frauenturnen.“
Groh starb in der frühen Nachkriegszeit 1949 rund eineinhalb Jahre vor seiner Ehefrau im Alter von 71 Lebensjahren.

## Ehe und Familiengrab
Fritz Groh heiratete die gut drei Jahre ältere Martha Keller (geboren 2. März 1875; gestorben 17. April 1951). Für das Grabmal des Ehepaares auf dem Leipziger Südfriedhof, Abteilung XII, Rabatten-Nummer 224, schuf der Bildhauer Wilhelm Andreas eine 1949 datiertes Reliefporträt des städtischen Turn- und Sportdirektors.

## Schriften (Auswahl)
- 12. deutsches Turnfest, Leipzig, vom 12.–16. Juli 1913. Zur Erinnerung, 26 Blatt, herausgegeben im Auftrag des Presseausschusses von Fritz Groh, Leipzig: Schick; Leipzig: Pernitzsch, 1913
- 12. Deutsches Turnfest Leipzig zur Erinnerung. Leipzig vom 12.–16. Juli 1913, herausgegeben im Auftrage des Presseausschusses von Fritz Groh, Leipzig, 52 unpaginierte Seiten, Leipzig: Rudolf Schick & Co.; Leipzig: Louis Pernitzsch (Th. Gruhl), 1913
- Fritz Groh (Schriftleiter): Tus. Der Turn- und Sportwart, Leipzig: Groh, 1921
- Die Leipziger Musterschule für Turnen und Sport, Leipzig: Hesse & Becker, 1922